# اندی سرکیس
اندرو کلمنت سرکیس (انگلیسی: Andrew Clement Serkis؛ زادهٔ ۲۰ آوریل ۱۹۶۴) بازیگر و فیلم‌ساز انگلستانی است. او برای نقش‌آفرینی از طریق ضبط حرکت و تصویر تولیدشده توسط کامپیوتر شهرت دارد؛ از نقش‌های برجسته‌اش می‌توان به گالوم در سه‌گانهٔ ارباب حلقه‌ها (۲۰۰۱–۲۰۰۳) و هابیت: یک سفر غیرمنتظره (۲۰۱۲)، کینگ کونگ در فیلم هم‌نام ۲۰۰۵ و پیشوای عالی اسنوک در فیلم‌های جنگ ستارگان: نیرو برمی‌خیزد (۲۰۱۵) و جنگ ستارگان: آخرین جدای (۲۰۱۷) اشاره کرد. او یکی از پرفروش‌ترین بازیگران تاریخ است و نقش‌آفرینی‌هایش از طریق این فناوری مورد تحسین منتقدان قرار گرفته‌است. او برای بازیگری ضبط حرکت برندهٔ یک جایزهٔ امپایر و دو جایزهٔ ساترن شده‌است.
سرکیس در سال ۲۰۲۰ جایزهٔ سهم برجسته بریتانیا در سینما را دریافت کرد. او نقش کلا را در فیلم‌های دنیای سینمایی مارول متشکل از انتقام‌جویان: عصر اولتران (۲۰۱۵) و پلنگ سیاه (۲۰۱۸) را ایفا کرده‌است. همچنین نقش آلفرد پنی‌ورث را در فیلم بتمن (۲۰۲۲) ایفا کرد است. سرکیس فعالیت کارگردانی را اولین بار با فیلم نفس بکش (۲۰۱۷) تجربه کرد و بعد از آن فیلم‌های موگلی: افسانه جنگل (۲۰۱۸) و ونوم: بگذارید کارنیج بیاید (۲۰۲۱) را کارگردانی کرده‌است.

## فیلم‌شناسی
| سال  | عنوان                       | نقش                             | توضیحات                      | منا.          |
| ---- | --------------------------- | ------------------------------- | ---------------------------- | ------------- |
| ۱۹۹۴ | شاهزاده یوتلاند             | تورستن                          | همچنین معروف به Royal Deceit |               |
| ۱۹۹۵ | The Near Room               | بانی                            |                              |               |
| ۱۹۹۶ | Stella Does Tricks          | فیتز                            |                              |               |
| ۱۹۹۷ | موجو                        | پاتز                            |                              |               |
| ۱۹۹۷ | دختران کار                  | نیک ایوانز                      |                              |               |
| ۱۹۹۷ | Loop                        | بیل                             |                              |               |
| ۱۹۹۸ | Sweety Barrett              | لیو کینگ                        |                              |               |
| ۱۹۹۸ | Among Giants                | باب                             |                              |               |
| ۱۹۹۸ | Clueless                    | دیوید                           | فیلم کوتاه                   |               |
| ۱۹۹۸ | Insomnia                    | هری                             | فیلم کوتاه                   |               |
| ۱۹۹۹ | وارونه                      | جان داوبن                       |                              |               |
| ۲۰۰۰ | جامپ                        | شان                             | فیلم کوتاه                   |               |
| ۲۰۰۰ | Shiner                      | مل                              |                              |               |
| ۲۰۰۰ | پاندایمونیوم                | جان تلوال                       |                              |               |
| ۲۰۰۰ | The Jolly Boys' Last Stand  | اسپایدر                         |                              |               |
| ۲۰۰۱ | ارباب حلقه‌ها: یاران حلقه    | گالوم                           | صداپیشه                      | [ ۸ ]         |
| ۲۰۰۲ | ارباب حلقه‌ها: دو برج        | گالوم                           | صداپیشه و ضبط حرکت           | [ ۹ ]         |
| ۲۰۰۲ | The Escapist                | ریکی بارنز                      |                              |               |
| ۲۰۰۲ | نگهبان مرگ                  | توماس کویین                     |                              |               |
| ۲۰۰۲ | ۲۴ Hour Party People        | مارتین هانت                     |                              |               |
| ۲۰۰۳ | Standing Room Only          | گرنی / راستافاری / هانتر جکسون  |                              |               |
| ۲۰۰۳ | ارباب حلقه‌ها: بازگشت پادشاه | گالوم / اسمیگل                  | صداپیشه و ضبط حرکت گالوم     |               |
| ۲۰۰۴ | نظر کرده                    | پدر کارلو                       |                              |               |
| ۲۰۰۴ | رفتن از ۱۳ به ۳۰            | ریچارد کانیلند                  |                              |               |
| ۲۰۰۵ | کینگ کونگ                   | کینگ کونگ / لامپی               | ضبط حرکت کونگ                | [ ۱۰ ]        |
| ۲۰۰۶ | تندرشکن                     | آقای گرین                       |                              |               |
| ۲۰۰۶ | پرستیژ                      | آقای الی                        |                              |               |
| ۲۰۰۶ | برآب‌رفته                    | اسپایک                          | صداپیشه                      |               |
| ۲۰۰۶ | Longford                    | ایان بردی                       |                              |               |
| ۲۰۰۷ | Extraordinary Rendition     | بازجوی اصلی                     |                              |               |
| ۲۰۰۷ | Sugarhouse                  | هودوینک                         |                              |               |
| ۲۰۰۸ | The Cottage                 | دیوید                           |                              |               |
| ۲۰۰۸ | اینکهارت                    | کاپریکورن                       |                              |               |
| ۲۰۱۰ | سکس و داروها و راک اند رول  | ایان دوری                       |                              |               |
| ۲۰۱۰ | صخره برایتون                | آقای کولئونی                    |                              |               |
| ۲۰۱۰ | Animals United              | چارلز                           | صداپیشه؛ دوبله انگلیسی       |               |
| ۲۰۱۰ | برک و هیر                   | ویلیام هر                       |                              |               |
| ۲۰۱۱ | ظهور سیاره میمون‌ها          | سزار                            | صداپیشه و ضبط حرکت           | [ ۱۰ ]        |
| ۲۰۱۱ | مرگ یک ابرقهرمان            | دکتر آدریان کینگ                |                              |               |
| ۲۰۱۱ | Wild Bill                   | گلن                             |                              |               |
| ۲۰۱۱ | ماجراهای تن‌تن               | کاپیتان هادوک / سر فرنسیس هادوک | صداپیشه ضبط حرکت             |               |
| ۲۰۱۱ | آرتور کریسمس                | جنرال الف                       | صداپیشه؛ حضور افتخاری        |               |
| ۲۰۱۲ | هابیت: یک سفر غیرمنتظره     | گالوم                           | صداپیشه و ضبط حرکت           |               |
| ۲۰۱۴ | طلوع سیاره میمون‌ها          | سزار                            | صداپیشه و ضبط حرکت           | [ ۱۰ ]        |
| ۲۰۱۵ | انتقام‌جویان: عصر اولتران    | کلا                             |                              | [ ۱۱ ] [ ۱۲ ] |
| ۲۰۱۵ | جنگ ستارگان: نیرو برمی‌خیزد  | پیشوای عالی اسنوک               | صداپیشه و ضبط حرکت           | [ ۱۳ ]        |
| ۲۰۱۷ | جنگ برای سیاره میمون‌ها      | سزار                            | صداپیشه و ضبط حرکت           |               |
| ۲۰۱۷ | جنگ ستارگان: آخرین جدای     | پیشوای عالی اسنوک               | صداپیشه و ضبط حرکت           | [ ۱۴ ]        |
| ۲۰۱۸ | پلنگ سیاه                   | اولیس کلاو                      |                              |               |
| ۲۰۱۸ | موگلی: افسانه جنگل          | بلو                             | صداپیشه و ضبط حرکت           | [ ۱۵ ]        |
| ۲۰۱۹ | لانگ شات                    | پارکر ومبلی                     |                              |               |
| ۲۰۱۹ | جنگ ستارگان: خیزش اسکای‌واکر | پیشوای عالی اسنوک               | صداپیشه؛ حضور افتخاری        | [ ۱۶ ]        |
| ۲۰۲۰ | سرود کریسمس                 | روح مارلی                       | صداپیشه                      |               |
| ۲۰۲۱ | SAS: اعلان قرمز             | جورج کلمنتز                     |                              | [ ۱۷ ]        |
| ۲۰۲۲ | بتمن                        | آلفرد پنی‌ورث                    |                              |               |
| ۲۰۲۳ | لوتر: سقوط خورشید           | دیوید رابی                      |                              | [ ۱۸ ]        |

### فیلم‌سازی
کارگردان
- نفس بکش (۲۰۱۷)
- موگلی: افسانه جنگل (۲۰۱۸)
- ونوم: بگذارید کارنیج بیاید (۲۰۲۱)
- مزرعه حیوانات (TBA) (همچنین نویسنده داستان و تهیه‌کننده)

تهیه‌کنندهٔ اجرایی
- سکس و داروها و راک اند رول (۲۰۱۰)
- آیین (۲۰۱۷)
- هیچ‌کس زنده خارج نمی‌شود (۲۰۲۱)
- هدف بعدی پیروزی است (۲۰۲۳)

کارگردان واحد دوم
- هابیت: یک سفر غیرمنتظره (۲۰۱۲)
- هابیت: برهوت اسماگ (۲۰۱۳)
- هابیت: نبرد پنج سپاه (۲۰۱۴)

مشاور ضبط حرکت
- گودزیلا (۲۰۱۴)
- انتقام‌جویان: عصر اولتران (۲۰۱۵)